# Carlos Ortiz (golfer)
Carlos Ortiz (Guadalajara, 24 april 1991) is een Mexicaanse golfprofessional. Hij debuteerde in 2014 op de Web.com Tour.

## Loopbaan
Ortiz werd geboren in Guadalajara en hij ging als jongvolwassene naar de Verenigde Staten. Hij begon te golfen op de Universiteit van Noord-Texas.
Als een golfamateur golfde Ortiz voor zijn geboorteland, Mexico, op de Eisenhower Trophy, in 2010 en 2012.
In 2013 werd Ortiz een golfprofessional. Nadat hij een vijfde plaats behaalde op de qualifying school van de Web.com Tour, kwalificeerde hij zich voor de tour, in 2014. Op 23 maart 2014 behaalde hij zijn eerste profzege op de tour door het Panama Claro Championship te winnen. Een maand later behaalde hij zijn tweede zege door het El Bosque Mexico Championship te winnen. Hierdoor kreeg hij een invitatiekaart voor de Memorial Tournament, een golftoernooi van de PGA Tour, en maakte hij zijn debuut op de PGA Tour.

## Erelijst
Web.com Tour
| Nr. | Datum            | Toernooi                      | Score           | Score | Info            |
| --- | ---------------- | ----------------------------- | --------------- | ----- | --------------- |
| 1   | 23 maart 2014    | Panama Claro Championship     | 70-68-66-64=268 | –12   | Eerste profzege |
| 2   | 13 april 2014    | El Bosque Mexico Championship | 74-67-66-68=275 | –13   |                 |
| 3   | 24 augustus 2014 | WinCo Foods Portland Open     | 66-63-70-71=270 | –14   |                 |

## Teamcompetities
Amateur
- Eisenhower Trophy: 2010 en 2012